# Palo (Espanha)
Palo é um município da Espanha na província de Huesca, comunidade autónoma de Aragão, de área 14,45 km² com população de 35 habitantes (2004) e densidade populacional de 2,42 hab/km².

## Demografia
| Variação demográfica do município entre 1991 e 2004 | Variação demográfica do município entre 1991 e 2004 | Variação demográfica do município entre 1991 e 2004 | Variação demográfica do município entre 1991 e 2004 |
| --------------------------------------------------- | --------------------------------------------------- | --------------------------------------------------- | --------------------------------------------------- |
| 1991                                                | 1996                                                | 2001                                                | 2004                                                |
| 33                                                  | 33                                                  | 41                                                  | 35                                                  |